# Сятра-Маргі
Ся́тра-Ма́ргі (рос. Сятра-Марги, чув. Çатра Марка) — присілок у складі Чебоксарського району Чувашії, Росія. Входить до складу Ішацького сільського поселення.
Населення — 240 осіб (2010; 260 у 2002).
Національний склад:
- чуваші — 100 %